# Stadtteile in Gelsenkirchen
Die Stadt Gelsenkirchen wird in fünf Verwaltungsbezirke unterteilt, die sich jeweils in mehrere Stadtteile gliedern. Nach § 2 der Hauptsatzung der Stadt Gelsenkirchen werden sie Stadtbezirk genannt.

## Stadtbezirke

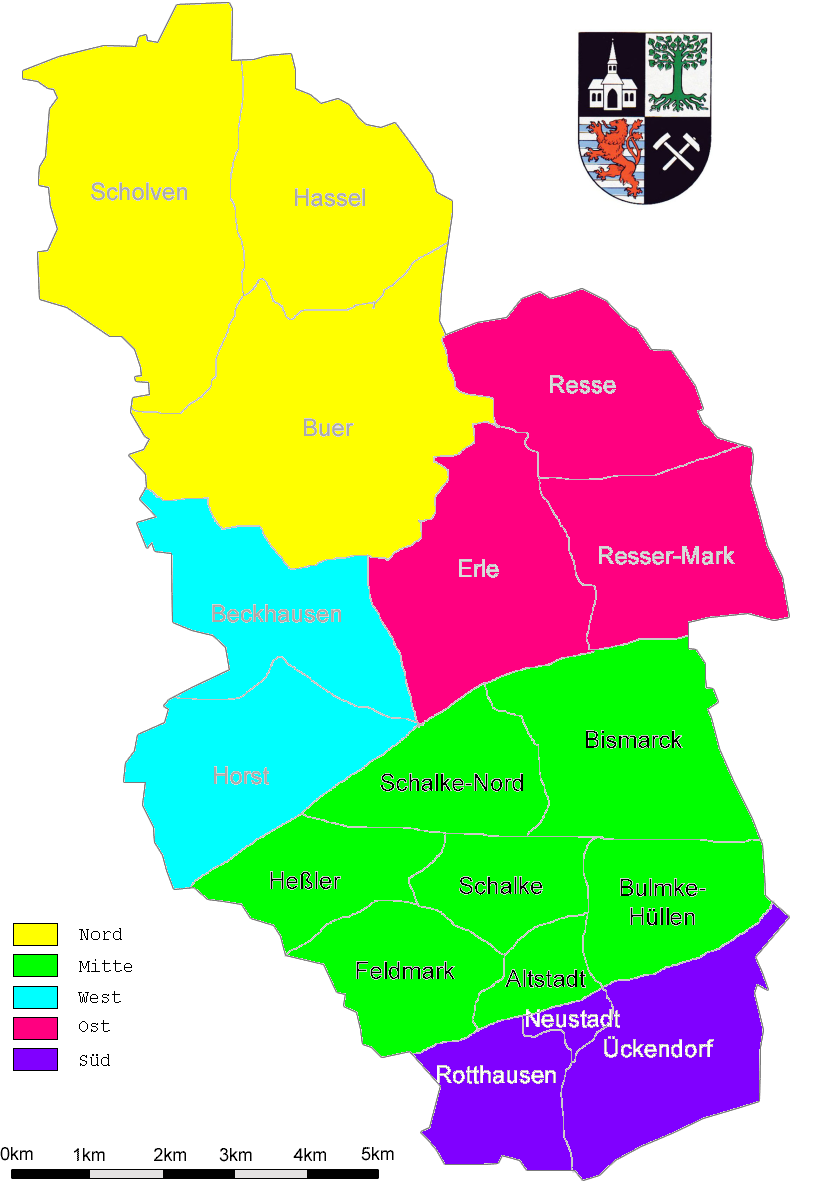
Stadtbezirke Gelsenkirchen

- Der Stadtbezirk Nord umfasst die Stadtteile Buer, Hassel und Scholven. In diesem Stadtbezirk leben 58.607 Einwohner auf einer Fläche von 32,938 km².
- Den Stadtbezirk Ost bilden Erle, Resse und Resser-Mark. In diesem Stadtbezirk leben 42.097 Einwohner auf einer Fläche von 20,641 km².
- Zum Stadtbezirk West gehören die Stadtteile Horst und Beckhausen. In diesem Stadtbezirk leben 33.976 Einwohner auf einer Fläche von 12,828 km².
- Zum Stadtbezirk Mitte zählen Altstadt, Bismarck, Bulmke-Hüllen, Feldmark, Heßler, Schalke und Schalke-Nord. In diesem Stadtbezirk leben 88.711 Einwohner auf einer Fläche von 27,976 km².
- Den Stadtbezirk Süd umfassen die Stadtteile Neustadt, Ückendorf und Rotthausen. In diesem Stadtbezirk leben 37.313 Einwohner auf einer Fläche von 10,474 km².

Die innergemeindlichen Grenzen zwischen den Stadtbezirken werden, mit Ausnahme der Grenze des Bezirkes Nord, von verschiedenen Elementen der Verkehrsinfrastruktur der Stadt gebildet. So trennt die Eisenbahnstrecke Oberhausen–Herne die Bezirke Mitte und Süd, der Rhein-Herne-Kanal Mitte und West bzw. Ost und die Kurt-Schumacher-Straße Ost und West.

## Bezirksvertretungen
In jedem dieser Stadtbezirke ist seit 1975 eine Bezirksvertretung als Selbstverwaltungsgremium eingerichtet. Die Mitglieder der Bezirksvertretungen werden im Rahmen der Kommunalwahl in allgemeiner, unmittelbarer, freier, gleicher und geheimer Wahl auf die Dauer von fünf Jahren gewählt.
Entsprechend der Hauptsatzung der Stadt Gelsenkirchen sind die Bezirksvertretungen innerhalb ihres Stadtbezirks grundsätzlich in allen Angelegenheiten, deren Bedeutung nicht wesentlich über den Stadtbezirk hinausgeht, zuständig und entscheidungsbefugt.
- Bezirksvertretung Nord
  - 19 Mitglieder
  - Bezirksbürgermeister: Dominic Schneider (SPD)
- Bezirksvertretung Ost
  - 17 Mitglieder
  - Bezirksbürgermeister: Wilfried Heidl (SPD)
- Bezirksvertretung West
  - 17 Mitglieder
  - Bezirksbürgermeister: Joachim Gill (SPD)
- Bezirksvertretung Mitte
  - 19 Mitglieder
  - Bezirksbürgermeisterin: Marion Thielert (SPD)
- Bezirksvertretung Süd
  - 17 Mitglieder
  - Bezirksbürgermeister: Thomas Farth (SPD)

Stand nach Kommunalwahl 2020

## Statistik

### Daten
| Stadtteil/ -bezirk | Einwohner | Fläche (km²) | Wohnbaufläche (km² – %) | Industrie-/ Gewerbefläche (km² – %) | Landwirtschaftl. Fläche (km² – %) | Forstwirtschaftl. Fläche (km² – %) |
| ------------------ | --------- | ------------ | ----------------------- | ----------------------------------- | --------------------------------- | ---------------------------------- |
| Buer               | 33.799    | 13,066       | 3,003 – 22,9            | 0,694 – 5,3                         | 0,989 – 7,6                       | 1,822 – 13,9                       |
| Scholven           | 9.218     | 12,298       | 1,055 – 8,6             | 2,397 – 19,5                        | 3,835 – 31,2                      | 1,110 – 9,0                        |
| Hassel             | 14.846    | 7,556        | 1,625 – 21,5            | 0,616 – 8,2                         | 2,025 – 26,8                      | 0,557 – 7,4                        |
| Bez. Nord          | 57.863    | 32,920       | 5,683 – 17,3            | 3,707 – 11,3                        | 6,850 – 20,8                      | 3,489 – 10,6                       |
| Erle               | 25.930    | 7,739        | 2,082 – 27,0            | 0,844 – 10,9                        | 0,197 – 2,6                       | 0,076 – 1,0                        |
| Resse              | 11.575    | 6,511        | 1,166 – 17,9            | 0,260 – 4,0                         | 2,881 – 44,2                      | 0,428 – 6,6                        |
| Resser Mark        | 3.465     | 6,405        | 0,441 – 6,9             | 0,004 – 0,1                         | 0,718 – 11,2                      | 2,746 – 42,9                       |
| Bez. Ost           | 40.970    | 20,656       | 3,689 – 17,9            | 1,108 – 5,4                         | 3,797 – 18,4                      | 3,250 – 15,7                       |
| Horst              | 19.432    | 6,685        | 1,368 – 20,5            | 1,710 – 25,6                        | 0,472 – 7,1                       | 0,041 – 0,6                        |
| Beckhausen         | 14.020    | 6,147        | 1,307 – 21,3            | 0,268 – 4,4                         | 1,974 – 32,1                      | 0,084 – 1,4                        |
| Bez. West          | 33.452    | 12,832       | 2,676 – 20,9            | 1,979 – 15,4                        | 2,446 – 19,1                      | 0,125 – 1,0                        |
| Altstadt           | 9.002     | 1,574        | 0,175 – 11,1            | 0,041 – 2,6                         | 0,011 – 0,7                       | 0,008 – 0,5                        |
| Schalke            | 19.515    | 2,968        | 0,707 – 23,8            | 0,674 – 22,7                        | 0,017 – 0,6                       | 0,004 – 0,1                        |
| Schalke-Nord       | 4.344     | 4,344        | 0,280 – 6,4             | 1,514 – 34,7                        | 0,033 – 0,8                       | 0,081 – 1,9                        |
| Bismarck           | 15.714    | 7,223        | 1,167 – 16,2            | 0,585 – 8,1                         | 0,448 – 6,2                       | 0,253 – 3,5                        |
| Bulmke-Hüllen      | 23.499    | 4,198        | 1,249 – 29,8            | 0,757 – 18,0                        | 0,101 – 2,4                       | 0,003 – 0,1                        |
| Feldmark           | 10.199    | 3,894        | 0,718 – 18,4            | 0,170 – 4,4                         | 0,129 – 3,3                       | 0,075 – 1,9                        |
| Heßler             | 5.806     | 3,780        | 0,475 – 12,6            | 0,417 – 11,1                        | 0,452 – 12,0                      | 0,306 – 8,1                        |
| Bez. Mitte         | 88.079    | 27,981       | 4,771 – 17,1            | 4,158 – 14,9                        | 1,191 – 4,3                       | 0,730 – 2,6                        |
| Neustadt           | 4.436     | 0,631        | 0,206 – 32,6            | 0,013 – 2,1                         | 0,004 – 0,6                       | 0,000 – 0,0                        |
| Ückendorf          | 18.967    | 6,278        | 1,567 – 24,9            | 0,444 – 7,1                         | 0,542 – 8,6                       | 0,277 – 4,4                        |
| Rotthausen         | 13.329    | 3,563        | 0,854 – 24,0            | 0,439 – 12,3                        | 0,620 – 17,4                      | 0,021 – 0,6                        |
| Bez. Süd           | 36.732    | 10,474       | 2,626 – 25,1            | 0,896 – 8,6                         | 1,166 – 11,1                      | 0,298 – 2,8                        |
| Gesamtstadt        | 257.096   | 104,860      | 19,445 – 18,5           | 11,848 – 11,3                       | 15,450 – 14,7                     | 7,892 – 7,5                        |

### Bewertung
Der Stadtteil mit den meisten Einwohnern und der größten Fläche ist Buer. Während der ebenfalls im Stadtbezirk Nord gelegene Stadtteil Scholven sowohl der Stadtteil mit der größten industriell als auch der größten landwirtschaftlich genutzten Fläche Gelsenkirchens ist, verfügt der Stadtteil Resser-Mark über die größte forstwirtschaftlich genutzte Fläche.
Den geringsten Anteil an der industriell und gewerblich genutzten Fläche der Stadt Gelsenkirchen haben heute die Bezirke Süd mit 7,9 % (oder 9,0 % in Bezug zur Bezirksfläche) und Ost mit 9,3 % (oder 5,4 % zum Bezirk). Dagegen lässt sich im Bezirk Mitte mit einem Anteil von 35,8 % Industrie- und Gewerbefläche gemessen an der industriell und gewerblich genutzten Stadtfläche (oder 15,2 % zum Bezirk) noch die industrielle Vergangenheit wiedererkennen. In den Stadtbezirken Nord und West spiegelt sich in den Zahlen von 31,3 % bzw. 15,6 % (in Bezug zur industriell und gewerblich genutzten Stadtfläche) der große Flächenverbrauch der dortigen Raffinerieanlagen wider.
Die drei Bezirke Nord, Ost und West werden mit ca. 20 % der jeweiligen Bezirksfläche gleichermaßen stark landwirtschaftlich genutzt, wobei alleine im Bezirk Nord 43,8 % aller landwirtschaftlich genutzten Flächen der Stadt liegen. Schlusslichter sind die Stadtbezirke Mitte mit nur 4,4 % und Süd mit 11,2 % Anteil an der Bezirksfläche. Die forstwirtschaftliche Flächennutzung ist mit 15,3 % im Bezirk Ost (dort liegt das Waldgebiet Resser-Mark) am größten. Bezogen auf das gesamte Stadtgebiet liegen im Bezirk Ost sogar 40,7 % aller forstwirtschaftlichen Flächen.
Während sich also besonders im Norden und Osten der Stadt, sowie auch im Stadtteil Beckhausen noch eine gewisse land- bzw. forstwirtschaftliche Prägung bemerkbar macht, ist vor allem südlich des Rhein-Herne-Kanals die montanindustrielle Vergangenheit der Stadt mit der dazugehörigen Wohnbebauung prägend, auch wenn an die ehemals dort betriebenen Zechen Holland, Rhein-Elbe und Hibernia und an das Gussstahlwerk von Thyssen nur noch wenige Gebäude erinnern.